# Jacques Pélissier
Pour les articles homonymes, voir Pélissier.
Jacques Pélissier, né le 4 février 1917 à Versailles et mort le 2 décembre 2008 à Villejuif, est un haut fonctionnaire français. Préfet, il a présidé la SNCF de 1975 à 1981.

## Biographie
Enfant d'instituteurs, il est diplômé comme ingénieur agronome. Il est brièvement à la Libération, à l'automne 1944 chef de cabinet de François Tanguy-Prigent, nouveau ministre de l'Agriculture, avant d'intégrer l'administration préfectorale cette même année comme chef de cabinet du préfet des Landes. Il est ensuite nommé préfet de l'Aude, de l'Hérault et du Languedoc-Roussillon (1964), puis d'Ille-et-Vilaine et de Bretagne (1967), et enfin du Rhône et de Rhône-Alpes (1972).
En juin 1974, le Premier ministre Jacques Chirac l'appelle pour diriger son cabinet, après l'avoir nommé, lorsqu'il était ministre de l'Intérieur, directeur général de son administration, place Beauvau. Un an plus tard, en août 1975, il est nommé président de la SNCF pour succéder à André Ségalat. À ce poste, il doit faire oublier cette nomination jugée « politique », et modernise l'image de l'entreprise. Sensible aux économies d'énergie, il souhaite préférer le train pour les transports de grande distance ou le fret lourd, au détriment des dessertes locales. Il est d'ailleurs hostile à la gestion de ses lignes par les collectivités locales car selon lui « ce n'est pas défendre le rail que de penser qu'il faut faire rouler des autorails avec dix personnes dedans ». C'est sous sa présidence qu'est construite la première ligne de TGV, la LGV Sud-Est. Elle sera inaugurée deux semaines seulement après son départ, le gouvernement socialiste arrivé au pouvoir 2 mois plus tôt, ne renouvelant pas son mandat en août 1981.
Toujours proche de Jacques Chirac, alors maire de Paris, il préside de 1983 à 1996, l'office du tourisme de Paris, et est son conseiller à Matignon, entre 1986 et 1988.
Il est inhumé au cimetière des Gonards, à Versailles.

## Récompenses et distinctions

### Décorations
- Commandeur de la Légion d'honneur Il est fait chevalier le 2 septembre 1954, promu officier le 30 décembre 1963 et commandeur le 12 juillet 1974.
- Grand officier de l'ordre national du Mérite Il est élevé à la dignité 7 mai 1981.
- Croix de guerre 1939–1945